# Carlos Carsolio
Carlos Carsolio Larrea (ur. 4 października 1962 w Meksyku) – meksykański himalaista, zdobywca Korony Himalajów i Karakorum. Paralotniarz, uczestnik pierwszej edycji wyścigu „Red Bull X Alps” w 2003 roku.

## Życiorys
W 1996 r. został czwartym człowiekiem w historii oraz pierwszym mieszkańcem Ameryki, który zdobył Koronę Himalajów. Miał wówczas 33 lata i na dokonanie tego osiągnięcia potrzebował 10 lat, 9 miesięcy i 29 dni.
Był partnerem Wandy Rutkiewicz w czasie jej ostatniej wyprawy w 1992 roku. 12 maja wyruszył wraz z nią w celu zdobycia Kanczendzongi. Późnym popołudniem tego dnia zdobył szczyt i w drodze powrotnej spotkał Rutkiewicz na wysokości około 8300 metrów. Pomimo braku sprzętu biwakowego nie zgodziła się zejść z nim do obozu IV (na wysokości 7950 m), postanowiła natomiast przeczekać noc i kontynuować wejście następnego dnia. Decyzja ta okazała się tragiczna w skutkach.
Od 1985 r. Carsolio zajmuje się prowadzeniem prelekcji i szkoleń motywacyjnych oraz organizacją związanych z tym zagadnieniem konferencji i seminariów. W tym celu założył firmę „Carsolio”, której jest prezesem i która na rynku latynoamerykańskim jest jedną z największych w swojej branży. Oprócz tego zarządza również największą w tym rejonie szkołą wspinaczkową. Carlos Carsolio przeprowadził ponad 850 prelekcji w Europie, Azji i obu Amerykach, poświęconych przede wszystkim zagadnieniom marketingowym i strategicznym w nowoczesnych firmach.

### Historia zdobycia Korony Himalajów
1. 13 lipca 1985 – Nanga Parbat, wraz z Jerzym Kukuczką, Andrzejem Heinrichem i Sławomirem Łobodzińskim
2. 18 września 1987 – Sziszapangma, wraz z Wandą Rutkiewicz, Elsa Ávilą, Ramiro Navarretem i Ryszardem Wareckim
3. 12 października 1988 – Makalu, wejście solowe
4. 13 października 1989 – Mount Everest
5. 12 maja 1992 – Kanczendzonga, wejście solowe
6. 13 czerwca 1993 – K2
7. 26 kwietnia 1994 – Czo Oju, wejście solowe
8. 13 maja 1994 – Lhotse, wejście solowe
9. 9 lipca 1994 – Broad Peak, wejście solowe
10. 29 kwietnia 1995 – Annapurna
11. 15 maja 1995 – Dhaulagiri, wejście solowe
12. 4 lipca 1995 – Gaszerbrum II, wejście solowe
13. 15 lipca 1995 – Gaszerbrum I, wraz z m.in. Krzysztofem Wielickim i Jackiem Berbeką
14. 11 maja 1996 – Manaslu